# محمد فارس (بازیکن فوتبال، زاده ۱۹۹۰)
محمد فارس (عربی: محمد أحمد فارس؛ زادهٔ ۲۱ ژانویهٔ ۱۹۹۰) یک بازیکن فوتبال اهل سوریه است.
از باشگاه‌هایی که در آن بازی کرده‌است می‌توان به باشگاه ورزشی الکرخ، باشگاه فوتبال الاتحاد سوریه، باشگاه فوتبال نفط الجنوب، تیم ملی فوتبال زیر ۲۳ سال سوریه، و تیم ملی فوتبال سوریه اشاره کرد.
وی همچنین در تیم‌های ملی فوتبال زیر ۲۳ سال سوریه سوریه بازی کرده است.